# Das rote Kornfeld
Das rote Kornfeld (Originaltitel chinesisch 紅高粱家族, Pinyin Hóng Gāoliáng Jiāzú, deutsch etwa: Rote-Hirse-Familie) ist ein Roman des chinesischen Schriftstellers und Literaturnobelpreisträgers Mo Yan aus dem Jahr 1986. Er war seine erste Romanveröffentlichung und ist einer seiner größten Erfolge.

## Form und Aufbau
Der Roman ist lose in fünf Kapitel und darin jeweils in kürzere Abschnitte gegliedert, die zumeist keine abgeschlossenen inhaltlichen Einheiten bilden. Im Roman wird die Geschichte der Familie des Erzählers (Generation der Großeltern und Eltern des Erzählers) dargestellt, Handlungsort ist die chinesische Provinz Shandong, insbesondere die Heimatgemeinde des Autors Gaomi, die Handlungszeit erstreckt sich von den 1920er Jahren bis zum Anfang der 1940er Jahre, mit gelegentlichen Abschweifungen in spätere Zeiten.
Die Handlung wird aus der Sicht eines Ich-Erzählers geschildert, der über die Erlebnisse seiner Eltern und Großeltern und deren Zeitgenossen berichtet. Dabei hat der Erzähler umfassendes Wissen über Details bis hin zu den Gefühlen der handelnden Personen. Die Handlung wird in nicht chronologisch oder inhaltlich gereihten kurzen Episoden erzählt, die innerhalb eines weitgehend geschlossenen Handlungsraums aufeinander verweisen, entsprechend einem Puzzle oder einem Mosaik.
Die fünf Kapitel wurden zunächst einzeln in Zeitschriften veröffentlicht und 1987 als Roman herausgebracht.

## Inhalt in chronologischer Form
Dai Fenglian, die Großmutter des Autors, ist die Tochter einer alteingesessenen, jedoch verarmten Familie und wird in jungen Jahren mit Shan Bianlang, dem Sohn eines sehr reichen Brennereibesitzers, verheiratet. Während sie in der Brautsänfte zu ihrem noch unbekannten Ehemann getragen wird, wird sie auf den Sänftenträger Yu Zhan'ao aufmerksam. Dieser etwa gleichaltrige, intelligente junge Mann kommt aus einfachen Verhältnissen und ist schon seit seiner Kindheit an rücksichtslose Gewaltausübung gewohnt. In der Brennerei erweisen sich die Gerüchte als wahr, dass Shan Bianlang schwer leprakrank ist. Nach der Hochzeit schläft Zhan'ao mit Fenglian im Hirsefeld, wobei Douguan, der Vater des Erzählers, gezeugt wird. Am Abend bringt Zhan'ao Vater und Sohn Shen um, so dass Fenglian auf einmal Besitzerin der Brennerei geworden ist.
Es folgen Jahre, in denen die beiden sehr selbstbewussten Charaktere Zhan'ao und Fenglian eine wechselhafte Beziehung pflegen. Zhan'ao ist zeitweise Arbeiter in der Brennerei, zeitweise steigt er als Bandit bis zum Räuberhauptmann auf. Er beginnt ein Verhältnis mit der Brennereibediensteten Lian'er, die betrogene Fenglian rächt sich durch Beziehungen zu anderen Männern, unter anderem dem Banditen- und Milizführer Schwarzauge. Schon in dieser Zeit werden Konflikte häufig durch Blutvergießen gelöst.
Als Ende der 1930er Jahre die Japaner in die Gegend einmarschieren, gehen sie mit ungeheurer Brutalität gegen die einheimische Bevölkerung vor. Zhan'ao organisiert eine Widerstandsgruppe, die einen erfolgreichen Überfall auf einen japanischen Konvoi durchführt. Zwei Wochen später rächen sich die Japaner, indem sie das ganze Dorf mitsamt seinen Bewohnern vernichten, wodurch die Hirsefelder mit Leichen übersät werden. Die wenigen Überlebenden, darunter Zhan'ao und Douguan, müssen sich nunmehr gegen Rotten leichenfleddernder Hunde verteidigen.
Zwei Jahre später ist Zhan'ao wieder ein mächtiger Milizführer, doch hegen er und die Führer zweier anderer Milizen eifersüchtigen Hass aufeinander. Das von Zhan'ao prunkvoll begangene nachträgliche Begräbnis Fenglians endet damit, dass sich die chinesischen Milizen in den Hirsefeldern gegenseitig abschlachten.